# Tetragnatha hastula
Tetragnatha hastula är en spindelart som beskrevs av Simon 1907. Tetragnatha hastula ingår i släktet sträckkäkspindlar, och familjen käkspindlar. Inga underarter finns listade i Catalogue of Life.